# Dobrás Zsófia
Dobrás Zsófia (Budapest, 1951. június 7. –) szerkesztő, kritikus, műfordító.

## Élete
1951. június 7-én született Budapesten, Dobrás János és Rausnitz Hedvig gyermekeként. 1969-ben érettségizett a Hámán Kató Leánygimnáziumban. 1974-ben az Eötvös Loránd Tudományegyetem Bölcsészettudományi Karán magyar-angol szakon szerzett diplomát.
1974 és 1977 között műfordító, kritikaíró és nyelvtanárként dolgozott. 1977-től a Múzsák szerkesztője.
1976-tól a TIT, 1989-től a MÚOSZ tagja.

## Főbb művei
Műfordításai
- Égtájak (elbeszélések, többekkel, Budapest, 1977)
- Joyce Carol Oates: Norman és a Gyilkos (válogatott elbeszélések, többekkel, Budapest, 1978)
- Bernard Lewis: Isztambul és az oszmán civilizáció (Budapest, 1981)
- Az utolsó benzinkút (válogatott elbeszélések, többekkel, Budapest, 1981)
- Drága illúzió (elbeszélések, többekkel, Budapest, 1981)
- Metagalaktika (többekkel, Budapest, 1992, Kozmosz könyvek)
- John Cheever: A vörös bútorszállító kocsi (elbeszélések, többekkel, Budapest, 1983)
- A. Appenfeld: Cili (két regény, Benedek Mihállyal, Budapest, 1989)
- Lépések (többekkel, Budapest, 1990)

Könyvkritikák, novellafordítások
- Élet és Irodalom (1978–81)
- Új Tükör (1978–81)
- Múzsák (1978–81)
- Playboy (1990)